# Armin Zoll
Armin Zoll (* 18. Juli 1934 in Pesterwitz) ist ein deutscher Gebrauchsgrafiker und Illustrator.

## Leben und Werk
Zoll absolvierte von 1948 bis 1951 eine Lehre als Tischler und arbeitete dann in seinem Beruf. Von 1954 bis 1957 besuchte er in Dresden die Arbeiter- und Bauernfakultät für bildende Kunst, wo er das Abitur erwarb. Danach studierte er bis 1962 an der Hochschule für Grafik und Buchkunst Leipzig Graphik und Illustration. Seine wichtigsten Lehrer waren Gerhard Kurt Müller und Heinz Wagner. Einer seiner Kommilitonen war Norbert Hornig. Für das Diplom schuf Zoll Buchillustrationen für eine Auswahl von Gedichten aus Kuddel Daddeldu von Joachim Ringelnatz. Nach dem Diplom arbeitete er bis 1964 als Grafiker beim Progress-Filmvertrieb Berlin und dann in Leipzig freischaffend als Gebrauchsgrafiker. Er entwarf u. a. Plakate, gestaltete und illustrierte Bücher und entwarf Werbematerial, u. a. für Florena-Kosmetik.
Zoll war bis 1990 Mitglied des Verbands Bildender Künstler der DDR.

## Teilnahme an zentralen und wichtigen regionalen Ausstellungen in der DDR
- 1965 und 1974: Leipzig, Bezirkskunstausstellungen
- 1967/1968: Dresden, VI. Deutsche Kunstausstellung
- 1982: Leipzig („10 Jahre Leipziger Grafikbörse“)

## Buchillustration (unvollständig)
- Christian Morgenstern: Der Sündfloh. Eulenspiegel Verlag, Berlin, 1966